# Prix Tchaïka
Le prix Tchaïka, d'après le nom de la pièce de Tchekhov La Mouette (Чайка en russe), est un prix décerné dans le domaine de l'art dramatique en Russie chaque année à la veille du nouvel an. Il s'agit d'une statuette en bronze représentant une mouette en vol.

## Histoire
Le fondateur de ce prix est Ivan Demidov qui était à l'époque producteur général et présentateur de la chaîne de télévision russe TV6. Le premier prix est décerné en décembre 1996, par la chaîne TV6. Les nominations ont évolué au cours du temps. À la douzième cérémonie de remise du prix, il y avait dix-neuf nominations.

## Nominations
- «Prêt-à-porter»- prix pour les meilleurs costumes de la saison.
- «Mélodie et Rythme» — prix pour la meilleure musique de la saison passée.
- «Force létale (Убойная сила)» — prix de la critique.
- «Merveille ordinaire (Обыкновенное чудо)» — prix pour les effets scéniques.
- «Nage synchronisée (Синхронное плавание)» — prix de la meilleure équipe théâtrale.
- «Percée (Прорыв)» — prix du meilleur nouvel acteur ou de la meilleure nouvelle actrice dans la catégorie «jeunes espoirs».
- «Coup double (Двойной удар)» — prix du meilleur couple d'acteurs.
- «Sourire (Улыбка)» (catégories homme et femme) — prix du meilleur acteur de comédie.
- «Certains l'aiment chaud (Некоторые любят погорячее)» — prix de la meilleure scène d'amour.
- «3лодей» — prix du meilleur rôle négatif.
- «Moment éblouissant (Ослепительный миг)» — prix du meilleur second rôle.
- «Patriarche (Патриарх)» — prix d'honneur de la Tchaïka pour le développement de l'art dramatique.
- «Femme séduisante (Обольстительная женщина)» — pour le meilleur rôle de femme séduisante sur scène.
- «Homme fatal (Роковой мужчина)», équivalent masculin de la nomination précédente.
- «Fais un pas (Сделай шаг)» — décerné au metteur en scène dans la meilleure adaptation d'une pièce classique.
- «Diognostique : acteur (Диагноз: актёр)» — décerné à des personnalités qui ne sont pas liées directement au théâtre, ou revenues après une longue interruption.
- «Mains habiles (Умелые руки)» — prix du maquillage[3]
- «Monsieur décorateur (Господин оформитель)» — décerné pour la meilleure scénographie[3]
- «Cœur d'ange (Сердце ангела)» — prix du meilleur producteur[4]

## Quelques récipiendaires
- Alexandre Abdoulov
- Lev Dodine
- Oleg Efremov
- Piotr Fomenko
- Guia Kantcheli
- Dmitri Nazarov
- Alexandre Oustiougov
- Grigori Siyatvinda
- Garik Soukatchev
- Oleg Tabakov
- Mark Zakharov
- Andreï Miagkov

## Source de la traduction
- (ru) Cet article est partiellement ou en totalité issu de l’article de Wikipédia en russe intitulé « Чайка (театральная премия) » (voir la liste des auteurs).